# Radioteleskop
Radioteleskop je astronomski instrument ili uređaj za prihvat i mjerenje jakosti svemirskih radio valova. Sastoji se od antene, prijamnika s pojačalom i elektronskih računala za analizu i pohranu podataka. Antene mogu biti poluvalni dipol, takozvana Yagijeva antena, ili dipol u žarištu udubljenoga kolektora koji je najčešće paraboloidnoga oblika. Po tipu rada radioteleskopi se dijele na one s radiointerferometrima, s grupnom antenom i s refleksijskim zrcalom. Veličina ili dimenzije refleksijskoga zrcala moraju biti što veće kako bi se postiglo bolje razlučivanje. Budući da su valne duljine radiovalova i do 100 000 puta veće od valnih duljina vidljive svjetlosti, potrebne su antene s promjerom od nekoliko desetaka metara kako bi se dobila moć razlučivanja od nekoliko stupnjeva, dok optički teleskopi s promjerom zrcala od približno 1 metar mogu razdvojiti (registrirati kao dva) izvore međusobno udaljene manje od jedne lučne sekunde. Zbog toga sve više u upotrebu ulaze prva dva tipa radioteleskopa, kojima nije uvjet velika zrcalna antena. Kod interferometarskoga tipa (dugobazična interferometrija) u najjednostavnijem slučaju koriste se dvije antene udaljene nekoliko desetaka ili stotina kilometara, koje su tijekom rada međusobno fazno koherentne (koherencija). Razmak između dviju antena ima tada istu ulogu koju u teleskopu s jednim zrcalom ima promjer zrcalne plohe. Problem je održavanje fazne koherencije na antenama zbog velike duljine vodiča koji ih spajaju. Taj se razmak može bitno smanjiti upotrebom većega broja antena na relativno malenom prostoru (grupna antena). One također moraju biti međusobno u fazi te zauzimati pravilan raspored (u obliku križa, kruga, slova Y i tako dalje). Linearne su dimenzije takve grupne antene reda veličine kilometra, a moć je razlučivanja nekoliko lučnih minuta.
Radioteleskopom se registriraju valovi one valne duljine na koju je njegov električni krug ugođen. Interkontinentalni radiointerferometri postižu kutno razlučivanje bolje od 0,001″. Za opažanje spektralnih linija primjenjuju se radiospektrometri. Razvojem radioteleskopa razvila se i tehnika prijama slabih radiosignala i njihovo odvajanje od šumova. U uporabi su tehnički postupci kao što je aperturna sinteza, kojom se simuliraju veće prijamne površine i bolje razlučivanje, a u tu se svrhu koristi i Zemljina vrtnja. Najveći upravljivi radioteleskop (radioteleskop s pomičnom antenom) promjera 110 metara, nalazi se u Green Banku, SAD. Radioteleskop (neupravljivi) u Arecibu, Portoriko, SAD, promjera je 305 metara, smješten je u prirodnoj udolini, a rabi se i kao radar. Jedan je od najvećih i najosjetljivijih radiointerferometara od 27 elemenata VLA (eng. Very Large Array), a nalazi se u Socorru, SAD.
Radioteleskop je ustvari vrsta usmjerene radijske antene, koja se koristi u radioastronomiji. Sličan tip antena se koristi u praćenju i skupljanju podataka s umjetnih satelita i svemirskih letjelica. Razlikuju se od optičkih teleskopa, jer rade s radiofrekvencijama, koje su dio elektromagnetskog spektra, uz pomoć kojih mogu otkriti i dobiti podatke s radioizvora. Radioteleskopi su obično parabolične antene (tanjuri), koji se koriste samostalno ili u zajedničkim mrežama. Radijski opservatoriji poželjno su smješteni daleko od prenapučenih gradova, da bi se izbjegla elektromagnetska interferencija s radija, televizije, radara i ostalih odašiljača. Slično je i s optičkim teleskopima, koji imaju problema sa svjetlosnim onečišćenjem. Zbog toga se radio teleskopi često smještaju u doline, gdje su im okolna brda kao štitovi.

## Rani radioteleskopi
Prvu radioantenu, koja je mogla pronaći svemirske radioizvore, napravio je Karl Guthe Jansky, inženjer u Bell Labs, 1931. Jansky je ustvari dobio zadatak da pronađe izvore buke, koji bi mogli ometati usluge radijskih telefona. To je bila mreža dipola i reflektora, koja je mogla primiti kratkovalne radiovalove od 20,5 MHz. Bila je ugrađena na okretnom stolu, s promjerom oko 30 metara i visinom 6 metara. Nakon što je snimao signale par mjeseci, iz svih smjerova, svrstao je smetnje u 3 grupe: bliske munje, daleke munje i nerazgovjetni neprekidni piskavi signali nepoznatog porijekla, koji su se ponavljali svakih 23 sata i 56 minuta. Kako je to vrijeme zvjezdanog dana, Jansky je zaključio da nepoznati signali dolaze negdje iz nebeske sfere. Na kraju je pronašao radioizvor u središtu Mliječne staze, a to je zviježđe Strijelac.
Radioamater, Grote Reber, jedan je od pionira radio astronomije, i poznat je po tome što je prvi napravio tanjurasti radioteleskop, promjera 9 metara, u dvorištu svoje kuće u Illinoisu, 1937. Počeo je raditi na većim frekvencijama od Janskog. Razvoj radara u Drugom svjetskom ratu pomogao je kasnijem snažnom razvoju radioastronomije.

## Vrste radioteleskopa
Raspon frekvencija radiovalova u elektromagnetskom spektru veoma je velik, tako da postoji više vrsta radioteleskopa. Za mirijametarske radiovalove od 3 do 30 m (10 – 100 MHz) uglavnom se koriste mreže usmjerenih antena, koje su slične televizijskim antenama (riblja kost) ili se može površina reflektora napraviti od jednostavne čelične mreže za ograde. Ipak dominiraju radioteleskopi tanjurastog tipa, za kraće valne duljine. Kutna razlučivost paraboličnog reflektora uglavnom ovisi o promjeru reflektora. Radioteleskopi koji rade u području radiovalova od 30 cm do 3 m (100 MHz do 1 GHz) imaju promjer reflektora do 100 m.

### Veliki radioteleskopi
Svjetski najveći radioteleskop s jednim objektivom je radioteleskop Arecibo u Portoriku, s promjerom reflektora od 305 metara. Reflektor se može zakretati 20° od obzora. Najveći pojedinačni radioteleskop je RATAN-600 u Rusiji, koji se sastoji od pravokutnih radioreflektora s promjerom 576 metara, od kojih je svaki reflektor usmjeren u centralni primalac signala.
Najveći radioteleskop u Europi je Effelsberg, s promjerom reflektora od 100 metara, i bio je 30 godina najveći svjetski radioteleskop koji se mogao zakretati u svim smjerovima, dok nije u SAD-u 2000. izgrađen 2000. radioteleskop Green Bank, Zapadna Virgija. Treći najveći radioteleskop zakretljiv u svim smjerovima je Lovell u Velikoj Britaniji. Četvrti po veličini je RT-70, kojih ima 3 radioteleskopa tog tipa u Rusiji. Kina je započela 2009., s gradnjom najvećeg svjetskog radioteleskopa FAST, s promjerom 500 m.

### Radiointerferometrija
Zbog teškoća s postizanjem visoke razlučivosti s jednim radioteleskopom 1946. se razvila radiointerferometrija. Današnji radiointerferometri koriste udaljene radioteleskope povezane s koaksijalnim kabelima, vodičima valova, optičkim vlaknima i ostalim prijenosnim sredstvima. Početkom 1970-ih s poboljšanjem stabilnosti prijema radio teleskopa, otvorila se mogućnost povezivanja primljenog signala iz cijelog svijeta. Umjesto korištenja fizičkog povezivanja antena, primljeni podaci su se mogli složiti zajedno, koristeći isto vrijeme, obično uz pomoć atomskog sata. Kod visokih frekvencija, i korištenjem velikih udaljenosti između radioteleskopa, moguća je sinteza od 1 kutne milisekunde.
Tako danas imamo u Sjevernoj Americi mrežu radioteleskopa koje nazivamo Very Long Baseline Array i drugu mrežu European VLBI (eng. Very Long Baseline Interferometry), s radioteleskopima u Europi, Kini, Južnoj Africi i Porto Riku. Obično te dvije mreže rade posebno, ali ponekad promatraju i zajedno, kao globalni VLBI. Postoji još i VLBI mreža u Australiji.

## Radioizvori
Mnoga nebeska tijela su nevidljiva s optičkom svjetlošću, ali zato emitiraju radijaciju u području radiovalova. Najznačajniji izvori radiovalova koji se promatraju su:
- Sunce;
- Zviježđe Strijelac A, koji je i galaktički centar Mliječne staze;
- Aktivne galaktičke jezgre i pulsari, koji imaju električki nabijene čestice koje emitiraju sinhrotronu radijaciju;
- Jata galaksija u spajanju, koje emitiraju difuzne radioemisije;
- Ostatke supernova koje isto pokazuju difuzne radioemisije;
- Kozmičko mikrovalno pozadinsko zračenje, a to je radioemisija crnog tijela;
- Jupiter;
- Maglice ili nebule.

## Najpoznatiji radioteleskopi
- Zvjezdarnica Arecibo
- Radioteleskop Green Bank
- Radioteleskop Effelsberg
- Radioteleskop Sardinija
- Opservatorij Parkes
- Atacama Large Millimeter Array

## Vanjske poveznice
|  | Zajednički poslužitelj ima još gradiva o temi Radioteleskop |